# Pterycombus petersii
Pterycombus petersii is een straalvinnige vissensoort uit de familie van zilvervissen (Bramidae). De wetenschappelijke naam van de soort is voor het eerst geldig gepubliceerd in 1878 door Franz Martin Hilgendorf.